# Nožničarke
Nožničarke (znanstveno ime Volvariella) so rod gliv iz družine ščitark (Pluteaceae)

## Značilnosti
Značilno za nožničarke je da imajo v dnišču ostanke lupine ali volve, rožnat trosni prah in bet brez obročka. Lističi so pri mladih gobah beli pri zrelih pa zaradi trosov dobijo rožnato barvo. Rastejo kot gniloživke na lesu, slami in drugih organskih odpadkih.

Najbolj podobne so jim glive iz rodu nožničarjev (Volvopluteus), kot je na primer veliki nožničar (Volvopluteus gloiocephalus), ki so bile nekoč tudi uvrščene med nožničarke. Čeprav navzven med tema rodovoma ni velikih razlik so genetske raziskave pokazale, da gre za dve medsebojno ločeni skupini, ki skupaj s ščitovkami pripadajo isti družini.
Po videzu so podobne tudi mušnicam in lupinarjem, še posebno v mladosti ko imajo bele lističe. Mušnice imajo vedno obroček.
Med nožničarkami ni znanih strupenih vrst, le redke vrste pa so okusne.
Na Daljnem vzhodu nožničarke gojijo za prehrano. Najbolj znana gojena vrsta je Volvariella volvacea, ki jo gojijo na riževi slami. Ta vrsta je termofilna in uspeva na temperaturi od 37°C do 40°C, zaradi česar je lahko nevarna osebam z oslabljenim imunskim sistemom. Znan je primer možganskega abscesa, ki ga je ta gliva povzročila pri ženski, ki je po presaditvi organa jemala zaviralce imunske odzivnosti.

## Seznam nožničark Slovenije[6]
- svilasta nožničarka (Volvariella bombycina)
- siveča nožničarka (Volvariella cinerascens)
- rižasta nožničarka (Volvariella fuscidula)
- puhasta nožničarka (Volvariella hypopithys)
- vitka nožničarka (Volvariella media)
- mišja nožničarka (Volvariella murinella)
- pritlikava nožničarka (Volvariella pusilla)
- parazitska nožničarka (Volvariella surrecta)
- lupinasta nožničarka (Volvariella volvacea)
- modrikasta nožničarka (Volvariella caesiotincta)